# EQT AB
EQT AB є шведською глобальною інвестиційною організацією, заснованою у 1994 році. Її фонди інвестують у приватний капітал, інфраструктура, нерухомість, капітал зростання та венчурний капітал у Європа, Північна Америка та Азіатсько-Тихоокеанський регіон.
Станом на  2022, активи EQT під управлінням становлять €210 мільярдів / $227 мільярдів США. Згідно з виданням 2024 року рейтингу PEI 300 від Private Equity International, компанія займає третє місце серед найбільших приватних капіталовкладників у світі за обсягом залучених коштів.

## Організація
Компанію було засновано в 1994 році SEB, AEA Investors та Investor AB. У 2016 році компанія заснувала бізнес венчурний капітал, EQT Ventures. У 2019 році компанія вийшла на біржу через IPO.
Фірма та її партнери мають офіси в Амстердам, Копенгаген, Франкфурт, Гернсі, Гельсінкі, Гонконг, Лондон, Люксембург, Мадрид, Мілан, Мюнхен, Нью-Йорк, Осло, Шанхай, Сінгапур, Стокгольм, Варшава та Цюрих.
У 2021 році EQT придбала Life Sciences Partners, європейську венчурну компанію з активами під управлінням близько €2,2 мільярда. У 2022 році компанія також придбала Baring Private Equity Asia, яка управляє фондами на суму S$20,0 мільярда.

## Інвестиції фондів
- 2017 рік, медична компанія Clinical Innovations з групи Pritzker Group за $250 мільйонів[13]
- 2019 рік, SUSE за $2,5 мільярда[14][15]
- 2019 рік, придбання Zayo Group Holding Inc від Digital Colony Partners за $14,3 мільярда[16]
- 2019 рік, частина консорціуму з ADIA для придбання підрозділу Nestlé з догляду за шкірою[17]
- 2019 рік, придбання Acumatica[18]
- 2019 рік, німецький постачальник волоконно-оптичних мереж Inexio за $1,1 мільярда[19]
- 2020 рік, іспанський вебсайт з нерухомості Idealista за €1,3 мільярда[20]
- 2020 рік, постачальник дата-центрів Edge Connex придбано за $2,7 мільярда[21]
- 2021 рік, оголошені плани придбати розробника сонячної енергії та зберігання Cypress Creek Renewables[22]
- 2021 рік, придбано американські дочірні компанії First Student і First Transit у британської компанії First Group[23]
- 2023 рік, оголошено плани придбати компанію Zeus, глобального лідера у виробництві передових полімерних компонентів, що використовуються у медичних процедурах, що рятують життя, за $3,4 мільярда.[24]

## Зовнішні посилання
- eqtgroup.com — офіційний сайт «EQT AB». |  | Ця стаття недостатньо чи зовсім не категоризована, або категорії, до яких вона належить, не існують. Будь ласка, допоможіть додати належні категорії, аби цю статтю можна було категоризувати із суміжними сторінками. (Серпень 2024) (Дізнайтеся, як і коли вилучати це шаблонне повідомлення) |